# 趙福均
趙福均，字平之，貴州貴築縣人。清朝官員、書法家。

## 生平
同治十二年（1873年）癸酉科貴州鄉試解元。官長武縣知縣。通六法篆刻。